# Андра Жежељ
Андра Жежељ (Бенковац 1900 — Оксфорд 1976) је био професор, веслачки репрезентативац, веслачки педагог и спортски функционер. Дипломирао је компаративну књижевност и радио као професор у Класичној гимназији у Сплиту и Учитељској школи у Београду, а до Априлског рата 1941. био је инспектор Министарства просвете.
Бавио се веслањем и као такмичар био је члан ВК Гусар (Сплит), ВК Београд и ВК Београдског универзитетског спорт клува (БУСК). Неко време био је и тренер ВК Крка (Шибеник).
Као члан осмерца ВК Гусар на Европском првенству у веслању 1929. у Бидгошчу освојио је сребрну медаљу. Осмерац је веслао у саставу: (Д. Жежељ, А. Жежељ, Мрклић, Кукоч, Браиновић, Љубић, Гатлин, Главиновић и кормилар Камило Роич,  То је била прва медаља, за веслачки спорт у Југославији, на неком од великих такмичењима.
После ослобођења био је предавач на Државном институту за физичку културу (ДИФ) у Београду, касније Високој школи за физичко васпитање (катедра:веслање). Неко време је био савезни капитен Веслачке репрезентације Југославије. Године 1956. изабран је за члана Техничке комисије Међународног веслачког савеза (ФИСА), а од 1965. био је чан и Судијске комисије тог савеза.
Бавио се преводилачким радом, а објавио је и много текстова о веслању.
Његов две године млађи брат Душко, такође се бавио веслањем и био репрезентативац.